# Lysegrønne tyrolerdrømme
|  | Denne artikel er oprettet af botten Steenthbot ud fra en ekstern database. Den kan derfor have sproglige fejl eller mangler. Denne skabelon kan fjernes efter kontrol af indholdet. |

Lysegrønne tyrolerdrømme er en dansk eksperimentalfilm fra 1992 instrueret af Pernelle Maegaard.

## Handling
Projektets formål har været at give to instruktører, Trine Vester og Pernelle Maegaard, mulighed for over en længere periode, i størst mulig frihed, at forybe sig i levende billeders umiddelbare materiale.